# Lasa eta Zabala
Lasa eta Zabala är en spansk film från 2014 regisserad av Pablo Malo som handlar om dödandet av Lasa och Zabala.

## Handling
Filmen skildrar kidnappning, tortyr och mordet av Lasa och Zabala.